# Distretto di Oued Taria
Il distretto di Oued Taria è un distretto della Provincia di Mascara, in Algeria.

## Comuni
Il distretto di Oued Taria comprende 2 comuni:
- Oued Taria
- Guerdjoum